# Centrum Wsparcia Teleinformatycznego i Dowodzenia Marynarki Wojennej
Centrum Wsparcia Teleinformatycznego i Dowodzenia Marynarki Wojennej im. płk. Kazimierza Pruszkowskiego – była jednostka Wojsk Łączności i Dowodzenia Marynarki Wojennej.

## Zasadnicze zadania
Zadania Centrum obejmują szeroki zakres, między innymi:
- zabezpieczenie funkcjonowania wszystkich systemów łączności oraz poczty polowej dla Dowództwa Marynarki Wojennej, Centrum Operacji Morskich i jednostek Marynarki Wojennej;
- zarządzanie i administrowanie zasobami teletransmisyjnymi i komutacyjnymi Marynarki Wojennej;
- zabezpieczenie obserwacji wybrzeża poprzez punkty obserwacyjne i współpraca ze Strażą Graniczną;
- świadczenie usług logistycznych na rzecz podporządkowanych gospodarczo jednostek MW.

## Historia i tradycje
Centrum Wsparcia Teleinformatycznego i Dowodzenia MW zostało sformowane na podstawie rozkazu dowódcy Marynarki Wojennej nr PF-40/Org./N1 z 9 maja 2007, na bazie 11 Pułku Łączności Marynarki Wojennej.
Decyzją nr 280/MON z dnia 6 czerwca 2008 jednostka dziedziczy i kultywuje tradycje 11 Pułku Łączności Marynarki Wojennej.
Tą samą decyzją ustalono patrona oraz święto jednostki na 1 lipca.
Centrum posiada także własną odznakę pamiątkową zatwierdzoną decyzją nr 59/MON z dnia 3 marca 2009.
10 września 2009 Centrum Wsparcia Teleinformatycznego i Dowodzenia Marynarki Wojennej otrzymało sztandar ufundowany przez Starostwo Powiatowe w Wejherowie, Urząd Miasta i Urząd Gminy Wejherowo. Uroczystość odbyła się na placu Jakuba Wejhera w Wejherowie, w asyście Kompanii Reprezentacyjnej i Orkiestry Reprezentacyjnej Marynarki Wojennej.
1 stycznia 2014 roku Centrum zostało podporządkowane dowódcy 9. Brygady Wsparcia Dowodzenia Dowództwa Generalnego Rodzaju Sił Zbrojnych.
W 2014 roku Centrum zostało rozformowane, a na jego bazie utworzono:
- batalion dowodzenia MW w Wejherowie, podporządkowany dowódcy 9. Brygady Wsparcia Dowodzenia DG RSZ,
- 18 Wojskowy Oddział Gospodarczy w Wejherowie, podporządkowany bezpośrednio Inspektoratowi Wsparcia Sił Zbrojnych w Bydgoszczy,
- Zespół Zarządzania Wsparciem Teleinformatycznym w Gdyni, podporządkowany szefowi Inspektoratu Systemów Informacyjnych[4].

## Struktura
- komenda CWTiD MW;
- Oddział Łączności i Obserwacji;
- Oddział Informatyki;
- Rejon Zabezpieczenia Teleinformatycznego Zachód;
- Rejon Zabezpieczenia Teleinformatycznego Wschód;
- Ośrodek Dowodzenia Bojowego;
- Zespół Zabezpieczenia.

## Komendanci
- kmdr Waldemar Kornatowski (1 I 2008 – 7 XII 2009)
- kmdr Roman Kreft (7 XII 2009 – 2014)